# Aquilegia chrysantha
La colombina dorada, Aquilegia chrysantha, es una especie de planta herbácea de la familia Ranunculaceae. Es originaria del sudoeste de los Estados Unidos, desde el sur de Utah hasta Texas y noroeste de México.

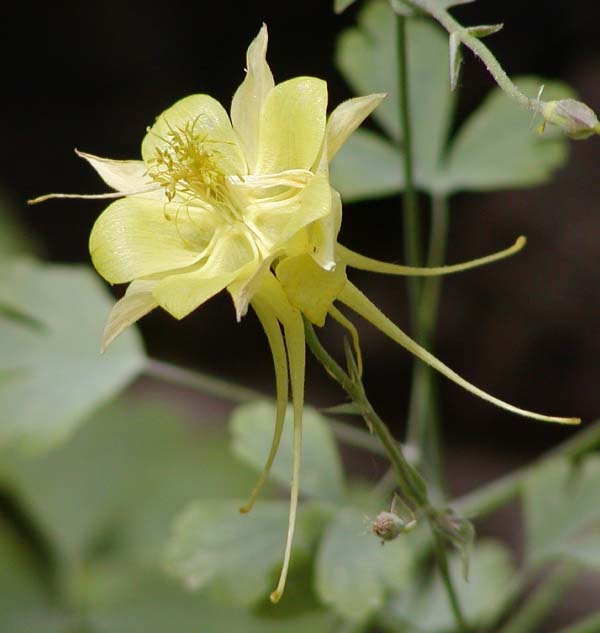
Detalle de flor y hojas

## Descripción
Es una planta perenne herbácea. Las hojas tienen tres foliolos. Las flores crecen en un tallo largo por encima de las hojas y tienen cinco sépalos amarillos y cinco pétalos amarillos con espolones largos que se proyectan hacia atrás entre los sépalos. En el centro de la flor tiene muchos  estambres amarillos.

## Taxonomía
Aquilegia chrysantha, fue descrita  por Asa Gray y publicado en Proceedings of the American Academy of Arts and Sciences 8: 621, en el año 1873.
Etimología
Ver: Aquilegia
chrysantha: epíteto latino que significa "con flores doradas".
Sinonimia
- Aquilegia caerulea var. chrysantha (A.Gray) Rapaics
- Aquilegia chrysantha f. pleiocalcarata B.Boivin
- Aquilegia formosa var. chrysantha (A.Gray) Brühl
- Aquilegia leptocera var. chrysantha (A. Gray) Hook. f.
- Aquilegia leptoceras var. chrysantha (A.Gray) Hook.f.
- Aquilegia leptoceras var. flava A.Gray
- Aquilegia thalictrifolia Rydb.[3]